# Акимушкина, Вера Михайловна
Ве́ра Миха́йловна Аки́мушкина (урождённая Ани́симова; 6 июля 1924, Москва — 26 марта 2014) — советский скульптор-медальер и педагог.

## Биография
Вера Акимушкина родилась в Москве 6 июля 1924 года в Москве. С детства увлекалась рисованием. Когда живший с её родителями в одной коммунальной квартире скульптор С. П. Евангулов увидел рисунки Веры, он посоветовал ей получить художественное образование.
В 1939—1945 годах Вера Акимушкина училась в МХПУ им. М. И. Калинина у Н. К. Иванова, С. П. Евангулова и А. И. Гущина. В 1945—1950 годах училась в Московском высшем художественно-промышленном училище у Г. И. Мотовилова и Г. А. Шульца. Её дипломной работой был барельеф «Победа» для станции «Октябрьская» Московского метрополитена.
В 1951—1953 годах работала над скульптурным оформлением павильонов ВДНХ. Выполнила композицию «Урожай» для павильона «Молдавская ССР» (гипс, совместно с П. В. Мельниковой). Участвовала в создании рельефов для Главного павильона и павильона «Юные натуралисты». В 1952 году работала в творческом коллективе под руководством Г. И. Мотовилова над скульптурными композициями для сооружений Волго-Донского канала. В 1955 году для Севастопольского драматического театра выполнила барельефы «А. С. Пушкин», «Н. А. Островский» и «А. М. Горький». В 1956 году выполнила декоративную композицию «Музыка», изображающую девушку со скрипкой, для аттика драматического театра города Волжский Волгоградской области.
Создала ряд скульптурных портретов, среди которых эмоционально насыщенные портреты детей «Девочка», «Дареджан», «Андрюша». Автор портретов писателя К. П. Ковалёва, строителя Ю. Букарева, доктора В. С. Маята, президента Киргизской Академии наук К. К. Каракеева и других.
Вера Акимушкина была в числе тех, кто в 1950-х годах возродил медальерное искусство в СССР. В 1953 году работа В. М. Акимушкиной и украинских художников-графиков А. И. Резниченко и И. П. Хотинка была отобрана на конкурсе проектов медали к 300-летию воссоединения Украины с Россией, организованном Министерством культуры СССР. Медаль в память 300-летия воссоединения Украины с Россией положила начало серии памятных медалей о дружбе народов СССР, часть из которых выполнила Вера Акимушкина. В 1957 году она стала лауреатом первой премии Министерства культуры СССР за проект медали «VI Всемирный фестиваль молодёжи и студентов» и первой премии Академии художеств СССР за проект медали «200 лет Академии художеств СССР». На Первой всесоюзной выставке медальерного искусства 1970 года представила работу «Ленин вечно жив» (1957).
С 1965 по 1968 год являлась главной художницей Московского монетного двора. Занималась медальерной пластикой, неоднократно выигрывала конкурсы на создание памятных медалей. В 1968 году вошла в состав Художественного совета по памятным и юбилейным медалям при Главном управлении изобразительных искусств и охраны памятников Министерства культуры СССР. С 1968 года почти до конца жизни преподавала на кафедре архитектурно-декоративной пластики в Московском высшем художественно-промышленном училище. Получила звание профессора. Среди её учеников А. Н. Ковальчук, С. А. Щербаков, М. Щандуренко, Е. Серова, В. Епихин, Б. Чёрствый, Б. Успенский, М. Островская, Н. Березкина, В. Кочетков, С. Смуров, И. Зеленков, В. Твердов, В. Румянцев, В. Цветков, Г. Курдов, И. Черапкин, Н. Иванов.
Медали Веры Акимушниной находятся в собрании Эрмитажа. В 1961 году скульптор С. Н. Волков выполнил портрет Акимушкиной (находится в собрании Владимиро-Суздальского музея-заповедника). В 2005 году в Москве в выставочном зале «Ходынка» состоялась персональная выставка Веры Акимушкиной.

## Оценки
По мнению ведущего научного сотрудника отдела нумизматики ГИМ А. С. Шкурко, в медалях В. М. Акимушкиной соединяется исторические традиции и современные тенденции искусства. Тематика её произведений достаточно разнообразна. В портретных работах она старалась «максимально выразить суть образа, а сопутствующие детали в основном имеют символический смысл и служат своего рода „аккомпанементом“» («100 лет со дня рождения К. Э. Циолковского», «400 лет со дня смерти М. С. Физули»). Скульптурная форма большинства портретных медалей отличается чистотой, твёрдостью и чётко расчленённым объёмом. Тематические медали отличаются «лаконизмом в пластике и выражении идеи, динамизмом и впечатляющей монуменальностью».

## Работы
Скульптуры
1. «Урожай» для павильона «Молдавская ССР» на ВДНХ (1952, гипс, совместно с П. В. Мельниковой)[1]
2. «Лыжница» (1955, бронза)[1]
3. «Портрет В. В. Куйбышева» (1955, гипс, ГМР)[1]
4. «Музыка» на аттике драматического театра города Волжского Волгоградской области (1956, цемент)[1][4]
5. «Женский портрет» (1957, терракота),[1]
6. «Портрет председателя колхоза Д. Лигидова» (1962, гипс)[1]
7. Композиция для драмтеатра имени И. С. Тургенева в Орле (1973)[3]
8. Композиция для детского музыкального театра им. Н. Сац в Москве (1979)[3]
9. Композиция для драмтеатра имени А. С. Пушкина в Курске (1983)[3]
10. «Счетовод Дариджян» (1984, бронза)[8]

Барельефы
1. «Юннаты» (1953, гипс)[1]
2. «А. С. Пушкин», «Н. А. Островский», «А. М. Горький» для Севастопольского драматического театра (1955)[1]
3. Рельефы для Ульяновского музея-мемориала В. И. Ленина (1970)[2]

Монументы
1. Мемориал в память событий истории Абхазии в селе Лыхны (1990)[2]

Медали
1. 300 лет воссоединения Украины с Россией. 1954. Томпак, ⌀ 100 мм, 50 мм, ЛМД.
2. 400 лет добровольного присоединения Адыгеи к России. 1957. Томпак, ⌀ 67 мм, ЛМД
3. 400 лет добровольного присоединения Башкирии к России. 1957. Томпак, ⌀ 67 мм, ЛМД.
4. 400 лет добровольного присоединения Кабдрды к России. 1957. Томпак, ⌀ 67 мм, ЛМД.
5. 325 лет вхождения Якутии в состав России. 1957. Томпак, ⌀ 67 мм, ЛМД.
6. 200 лет Академии художеств СССР. 1957. Томпак, ⌀ 65 мм, ЛМД.
7. VI Всемирный фестиваль молодёжи и студентов. 1957. Томпак, ⌀ 65 мм, ЛМД.
8. 400 лет добровольного присоединения Удмуртии к России. 1958. Томпак, ⌀ 67 мм. ЛМД.
9. 175 лет со дня основания г. Севастополя. 1958. Томпак, ⌀ 67 мм, ЛМД.
10. 40 лет Всесоюзному Ленинскому Коммунистическому Союзу Молодёжи. 1958. Томпак, ⌀ 67 мм, ЛМД.
11. 25 лет Северному флоту. 1958.	Томпак, ⌀ 66 мм, ЛМД.
12. 100 лет со дня додали К. Э. Циолковского. 1958. Томпак, ⌀ 65 мм, ЛМД.
13. Запуск в СССР первого в мире искусственного спутника Земли. Академия наук СССР. 1958. Томпак, ⌀ 65 мм, ММД.
14. 100 лет со дня рождения А. С. Попова. 1959. Томпак, ⌀ 65 мм, ЛМД.
15. 400 лет со дня смерти М. С. Физули. 1959. Томпак, ⌀ 65 мм, ЛМД.
16. 90 лет со дня рождения В. И. Ленина (пробная). 1960. Томпак, ⌀ 64 мм, ЛМД.
17. Фотографирование оборотной стороны Луны. 1960. Томпак, ⌀ 65 мм, ММД.
18. 15 лет Всемирной федерации демократической молодежи. 1961. Томпак, ⌀ 65 мм, ЛМД.
19. 25 лет со дня смерти М. Горького. 1961. Томпак, ⌀ 65 мм, ЛМД.
20. Всемирный форум молодёжи. 1961. Алюминий, томпак, ⌀ 58 мм, ЛМД.
21. 250 лет Архивному делу в СССР. 1962. Томпак, ⌀ 55 мм, ММД.
22. Всемирный конгресс за всемирное разоружение и мир. 1962. Томпак, ⌀ 65 мм, ЛМД.
23. Награждение ВЛКСМ вторым орденом В. И. Ленина. 1961. Алюминий, томпак, ⌀ 58 мм, ЛМД.
24. VIII Всемирный фестиваль молодёжи и студентов. 1962, Томпак, ⌀ 58 мм, ЛМД.
25. XIV съезд ВЛКСМ. 1962. Алюминий, ⌀ 58 мм, ЛМД.
26. 100-летие добровольного вхождения киргизского народа в состав России. 1963. Томпак, ⌀ 58 мм, ЛМД.
27. 150 лет Государственной публичной библиотеке им. Салтыкова-Щедрина. 1964. Томпак, ⌀ 65 мм, ЛМД.
28. 20 лет Всемирной федерации молодёжи. 1965. Алюминий, ⌀ 54 мм, ЛМД.
29. М. Горький. 1965. Золото пруф, ⌀ 25 мм, ЛМД, ММД.
30. 100 лет со дня рождения Токтогула Сатылганова. 1965. Томпак. ⌀ 65 мм, ЛМД.
31. Л. Н. Толстой (в соавторстве с Н. Соколовым и А. Кнорре). 1965. Золото пруф. ⌀ 29 мм. ММД.
32. Л. Н. Толстой (в соавторстве с Н. Соколовым и А. Кнорре). 1965. Золото пруф, ⌀ 25 мм, ЛМД, ММД.
33. Ф. И. Шаляпин (в соавторстве с А. Кнорре). 1965. Золото пруф, ⌀ 29 мм, ММД.
34. Москва. 1965. Золото пруф, ⌀ 29 мм, ММД.
35. Д. Д. Шостакович. 1966. Золото пруф, ⌀ 25 мм. ЛМД, ММД.
36. Луна 9. 1966. Золото пруф, ⌀ 29 мм, 25 мм, ММД.
37. 50 лет советской власти. 1967. Серебро, томпак, ⌀ 75 мм, 50 мм, ЛМД.
38. Венера — 4.1967. Золото пруф, ⌀ 29 мм, ММД.
39. Международный фестиваль мод (в соавторстве с С. Волковым). 1967. Томпак, ⌀ 70 мм, ЛМД.
40. 150 лет со дня рождения П. А. Федотова. 1968. Томпак, ⌀ 60 мм, ЛМД.
41. Москва 1967. Серебро, ⌀ 40 мм, ММД.
42. Москва. Государственный Академический Большой театр. 1969. Томпак, ⌀ 55 мм, ММД.
43. I Международный конкурс артистов балета. 1969. Первая — третья премии. Солист. Золото, серебро, томпак, ⌀ 60 мм, ММД.
44. I Международный конкурс артистов балета. 1969. Первая — третья премии. Солистка. Золото, серебро, томпак, ⌀ 60 мм, ММД.
45. I Международный конкурс артистов балета. 1969. Первая — третья премии. Дуэт. Золото, серебро, томпак. ⌀ 60 мм, ММД.
46. Максим Горький (в соавторстве с А. Козловым), проб. 1970. Томпак, ⌀ 36 мм, ЛМД.
47. 100 лет со дня рождения Э. Резерфорда. 1971 Томпак, ⌀ 60 мм, ММД.
48. Всесоюзная филателистическая выставка «50 лет СССР». 1972. Томпак, ⌀ 60 мм, ММД.
49. Имени Немчинова — за выдающиеся работы в области экономики социалистического сельского хозяйства. Всесоюзная Академия сельскохозяйственных наук им. В Л. Ленина. 1972, Золото, томпак золоч. ⌀ 50 мм, ММД.
50. 150 лет со дня рождения А. Н. Островского. 1973. Томпак, ⌀ 60 мм, ЛМД.
51. II Международный конкурс артистов балета. 1973. Гран-при (Приз Большого театра). Золото, серебро, томпак, ⌀ 60 мм, ММД.
52. II Международный конкурс артистов балета. 1973. Первая — третья премии. Солист. Золото, серебро, томпак, ⌀ 60 мм, ММД.
53. II Международный конкурс артистов балета. 1973. Первая — третья премии. Солистка. Золото, серебро, томпак, ⌀ 60 мм, ММД.
54. 150 лет Государственному академическому Малому театру. 1974. Томпак, ⌀ 60 мм, ММД.
55. 150 лет со дня рождения Постава Флобера. 1974. Томпак, ⌀ 60 мм, ЛМД.
56. Международный год женщины 1975 (в соавторстве с А. Кнорре). 1976. Томпак, ⌀ 60 мм, ЛМД.
57. III Международный конкурс артистов балета. 1977. Первая — третья премии. Солист. Золото, серебро, томпак, ⌀ 60 мм, ММД.
58. III Международный конкурс артистов балета. 1977. Первая — третья премии. Солистка. Золото, серебро, томпак, ⌀ 60 мм, ММД.
59. 120 лет со дня рождения Н. С. Курнакова. 1980. Томпак, ⌀ 65 мм, ЛМД.
60. IV Международный конкурс артистов балета. 1981. Первая — третья премии. Солист. Золото, серебро, томпак, ⌀ 60 мм, ММД.
61. IV Международный конкурс артистов балета. 1981. Первая — третья премии. Солистка. Золото, серебро, томпак, ⌀ 60 мм, ММД.
62. 25 лет в/ч 32103. 1982. Томпак, ⌀ 65 мм, ММД.
63. 25 лет со дня запуска первого в мире искусственного спутника Земли. 1982. Томпак, ⌀ 65 мм, ММД.
64. Имени Б. Н. Петрова — за выдающиеся работы теории и систем автоматического управления, а также в области экспериментальных исследований по освоению космического пространства. 1984. Золото, томпак золоч., ⌀ 50 мм, ММД.
65. V Международный конкурс артистов балета. 1985. Первая — третья премии. Солист. Золото, серебро, томпак, ⌀ 60 мм, ММД.
66. V Международный конкурс артистов балета. 1985. Первая — третья премии. Солистка. Золото, серебро, томпак, ⌀ 60 мм, ММД.
67. 30 лет в/ч 32103. 1986. Томпак, ⌀ 65 мм, ММД.
68. 30 лет со дня запуска первого в мире искусственного спутника Земли. 1987. Томпак, ⌀ 65 мм, ММД.
69. Юбиляру от совета ветеранов контрольно-измерительного комплекса (в соавторстве с А. Новичковым). 1989. Томпак, ⌀ 65 мм, ММД.
70. VI Международный конкурс артистов балета. 1989. Первая — третья премии. Солист. Золото, серебро, томпак, ⌀ 60 мм, ММД.
71. VI Международный конкурс артистов балета. 1989. Первая — третья премии. Солистка. Золото, серебро, томпак, ⌀ 60 мм, ММД.

## Семья
- Сестра — Анисимова Анна Михайловна (1922—1944). Радистка разведгруппы «Клён», действовавшей в 1944 году в тылу Восточно-Прусской группировки немецких войск. Была схвачена, подвергнута пыткам и убита гестапо, но не выдала никого из членов группы[3][9].
- Муж — Акимушкин Николай Никитич (1925—1973) — скульптор, художник-график, иллюстратор, плакатист.
  - Дочь — Черапкина Елена Николаевна (род. 1947) — скульптор, профессор МГХПА имени С. Г. Строганова[9].
  - Сын — Акимушкин Андрей Николаевич (род. 1957) — скульптор, медальер